# Verdriet

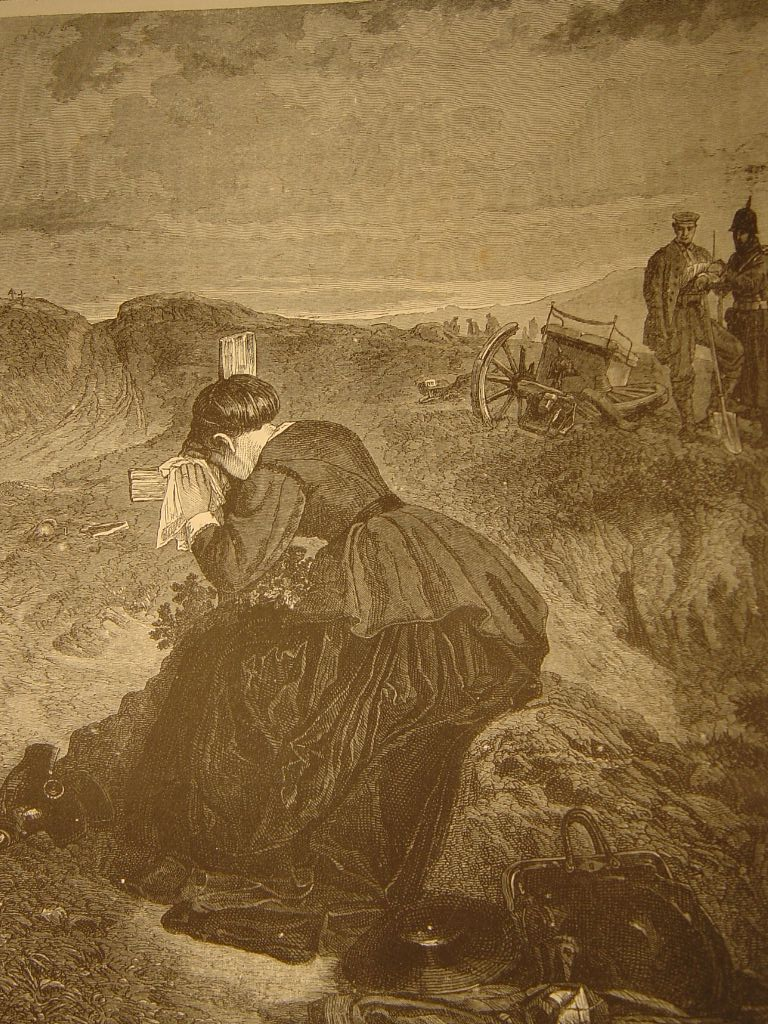
Verdriet van een weduwe, 1870

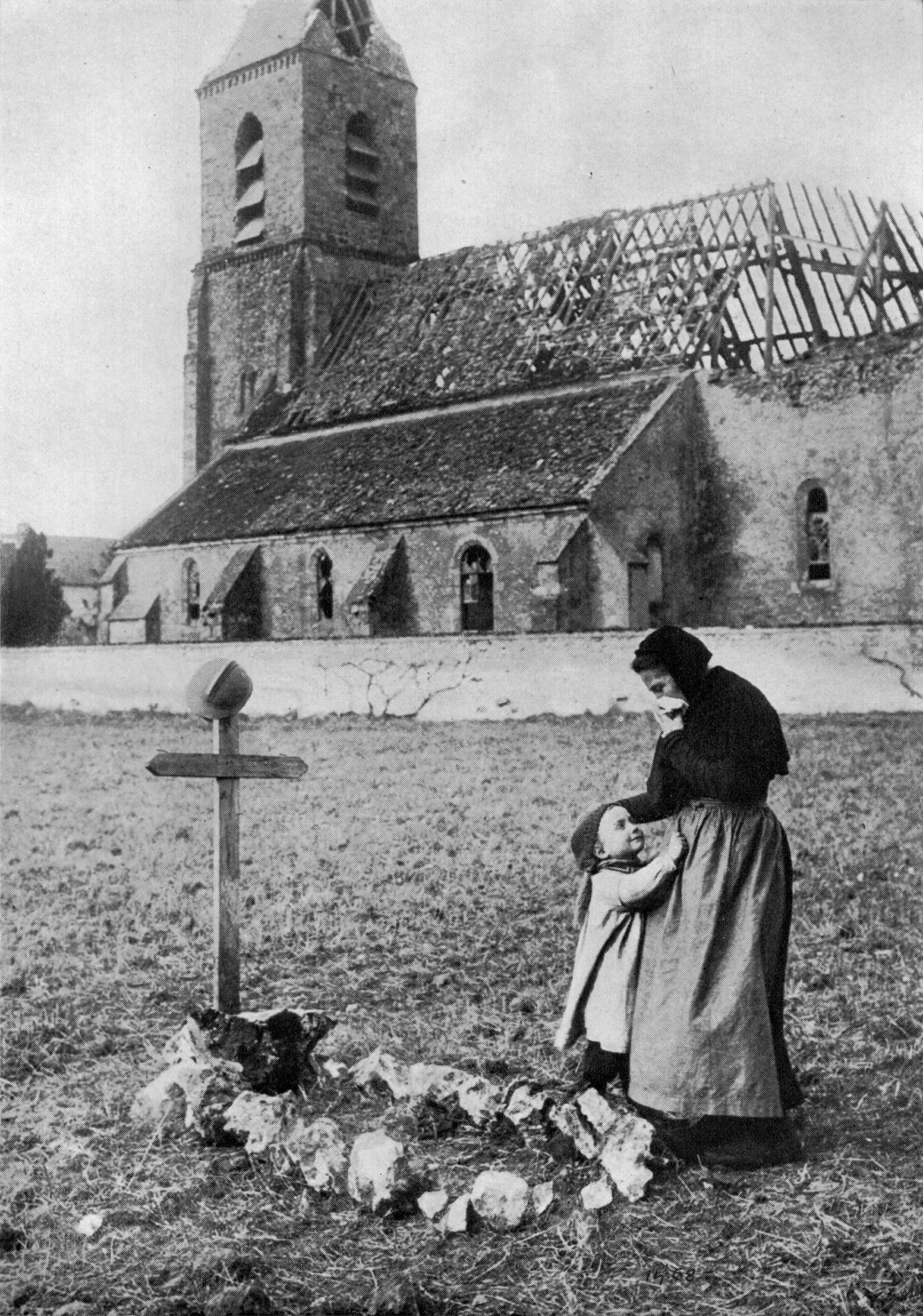
Verdriet van een moeder, wier zoon in de oorlog is omgekomen, 1917

Verdriet of droefenis is een emotie waardoor mensen en dieren kunnen uitdrukken dat ze niet positief ingesteld zijn, ze voelen zich dan vaak ongelukkig.

## Kort verdriet
Deze emotie uit zich meestal bij depressie, nervositeit en somberheid. Mensen voelen zich dan erg slecht en zien vaak alles figuurlijk grijs of zwart. Het lukt niet om bepaalde zaken te relativeren en men zit "niet lekker in zijn vel". Men noemt dit ook wel lichte pijn.

## Neutraal verdriet
Deze emotie uit zich meestal bij teleurstelling, boosheid en angst. Dit gebeurt meestal na een vervelende ervaring of als er ruzie is geweest. Soms voelen mensen zich erg angstig en krijgen een visioen, soms zien ze dan angstige beelden die gepaard gaan met nachtmerries. Dit komt doordat zaken moeten worden verwerkt. Men noemt dit ook wel lichte tot zware pijn.

## Lang verdriet
Deze emotie uit zich meestal bij afschuw, nijdigheid, faalangst en driftbuien die vaak gepaard gaan met zwaar verdriet. Meestal gaat het dan over pesterijen, bedreiging of liefde die verandert in haat. Het komt ook voor bij iemands overlijden als die persoon je dierbaar was.
Dit gebeurt vooral als mensen iets schokkends hebben meegemaakt zoals
geweld, moord, terrorisme, vandalisme en andere dreigementen. Mensen hebben dan zoveel pijn dat ze het nooit meer vergeten en niet aan verwerking toe komen. Men noemt dit ook wel zware pijn.